# 애덤 드라이버
애덤 더글러스 드라이버(영어: Adam Douglas Driver, 1983년 11월 19일 ~ )는 미국의 배우이다. 2001년에서 2004년 미국 해병대에서 복무한 이력이 있다. 그는 미국과 해외를 포함하여 모든 군대의 지부에서 연극을 공연하는 비영리 단체인 Arts in the Armed Forces (AITAF)의 설립자이다.

## 작품 목록

### 영화
- J. 에드가 (2011)
- 프란시스 하 (2012)
- 링컨 (2012)
- 인사이드 르윈 (2013)
- 왓 이프 (2013)
- 헝그리 하트 (2014) - 주드 역
- 위아영 (2014) - 제이미 역
- 당신 없는 일주일 (2014) - 필립 역
- 스타워즈: 깨어난 포스 (2015) - 카일로 렌 역
- 패터슨 (2016) - 패터슨 역
- 사일런스 (2016) - 가루프 역
- 미드나잇 스페셜 (2016)
- 마이어로위츠 이야기 (제대로 고른 신작) (2017)
- 로건 럭키 (2017) - 클라이드 로건 역
- 스타워즈: 라스트 제다이 (2017) - 카일로 렌 역
- 돈키호테를 죽인 사나이 (2018) - 토비 역
- 블랙클랜스맨 (2018)
- 데드 돈 다이 (2019) - 로니 피터슨 역
- 결혼 이야기 (2019) - 찰리 역
- 스타워즈: 라이즈 오브 스카이워커 (2019) - 카일로 렌 역
- 더 리포트 (2019)
- 아네트 (2021)
- 라스트 듀얼: 최후의 결투 (2021) - 자크 르 그리 역
- 하우스 오브 구찌 (2021) - 마우리치오 구찌 역
- 화이트 노이즈 (2022) - 잭 글래드니 교수 역
- 65 (2023) - 밀스 역
- 페라리 (2023) - 엔초 페라리 역
- 메갈로폴리스 (2024)

### 드라마
- 2013년 걸스 시즌 3 (HBO)
- 2016년 걸스 시즌 5 (HBO)